# Hold That Lion!
Hold That Lion! (br.: Segurem o leão!) é um filme curta metragem estadunidense de 1947 do gênero comédia, dirigido por Jules White. Foi o 100º de um total de 190 da série com os Três Patetas realizada entre 1934 e 1959 pela Columbia Pictures.

## Enredo
Os Três Patetas são os únicos herdeiros de uma herança grandiosa, mas o dinheiro está nas mãos de um dissimulado corretor chamado Ichabod Slipp (Kenneth MacDonald). Um a um dos Patetas confrontam Slipp em seu escritório. Ele, por sua vez, acusa Larry, Moe e Shemp de serem os ladrões e em seguida, foge com sucesso do seu escritório com o dinheiro.
Os Três Patetas seguem Slipp a bordo de um trem. Para evitar que o condutor os coloque para fora por não terem passagem, eles escondem-se em uma caixa grande no vagão de bagagem. Um leão também está na caixa e os Patetas fogem, escondendo-se em uma cama de sono. Moe cola seu pé para fora através da cortina e o leão o lambe e depois, sobe no ancoradouro. Depois de brigarem, uns com os outros, os Três Patetas fogem novamente, após puxarem para baixo todas as cortinas para os beliches e assim, acordarem os outros passageiros.
Na confusão, os Patetas encontram Slipp e partem atrás dele. Eles o perseguem até o vagão de bagagem e finalmente o derrotam, recuperando assim, sua herança.